# Musa (pel·lícula)
Musa (Muse en idioma original anglès) és una pel·lícula de terror del 2017 dirigida per Jaume Balagueró, conegut per la saga «REC» i «Mentre dorms». El guió, escrit per Balagueró i Fernando Navarro, està basat en la novel·la de José Carlos Somoza La dama numero trece. És protagonitzada per Elliot Cowan, Franka Potente, Ana Ularu, Joanne Whalley, Christopher Lloyd i Leonor Watling. Va ser estrenada a Espanya l'1 de desembre de 2017. S'ha doblat al català.
El rodatge va començar el desembre de 2016, sent rodats els exteriors a Bèlgica, República d'Irlanda i Espanya.

## Argument
Samuel Solomon, professor de literatura, experimenta un malson recurrent des de la mort de la seva xicota, en la qual una dona és assassinada brutalment. Quan la mateixa dona dels seus somnis es troba morta en la realitat, Salomó busca una explicació. Rachel, una dona que afirma haver somiat també amb l'assassinat, ajuda a Solomon a descobrir la identitat de la misteriosa dona.

## Repartiment
- Elliot Cowan és Samuel Solomon[8][9]
- Franka Potente és Susan[8][9]
- Ana Ularu és Rachel[8][9]
- Joanne Whalley és Jacqueline[8][9]
- Christopher Lloyd és Rauschen[8][9]
- Leonor Watling és Lidia[8][9]
- Manuela Vellés és Beatriz[8][9]